# Ервін Гануш
Ервін Гануш (нім. Erwin Hanusch; 30 серпня 1910, Гарбург, Німецька імперія — 16 серпня 1944, Єлгава, Латвія) — німецький офіцер, гауптман резерву вермахту. Кавалер Лицарського хреста Залізного хреста.
З 15 листопада 1929 року — член НСДАП (партійний квиток №193 686), з 1 листопада 1931 року — член СС (посвідчення №19 063).

## Нагороди
- Цивільний знак СС (№8 739)
- Почесний кут старих бійців (лютий 1934)
- Йольський свічник (16 грудня 1935)
- Спортивний знак СА в золоті
- Кільце «Мертва голова» (1 грудня 1938)
- Медаль «За вислугу років у НСДАП» в бронзі та сріблі (15 років)
- Залізний хрест
  - 2-го класу (1939)
  - 1-го класу (1941)
- Штурмовий піхотний знак в сріблі (1940)
- Нагрудний знак «За поранення»
  - в чорному (1941)
  - в сріблі (1942)
- Медаль «За зимову кампанію на Сході 1941/42» (1942)
- Медаль «Хрестовий похід проти комунізму» (Румунія) (1942)
- Кримський щит (1943)
- Почесна застібка на орденську стрічку для Сухопутних військ (27 червня 1944) — як гауптман резерву 4-ї роти 1-го батальйону 438-го гренадерського полку 132-ї піхотної дивізії.
- Лицарський хрест Залізного хреста (8 серпня 1944) — як гауптман резерву і командир 1-го батальйону 438-го гренадерського полку 132-ї піхотної дивізії.